# یاکوبستاد

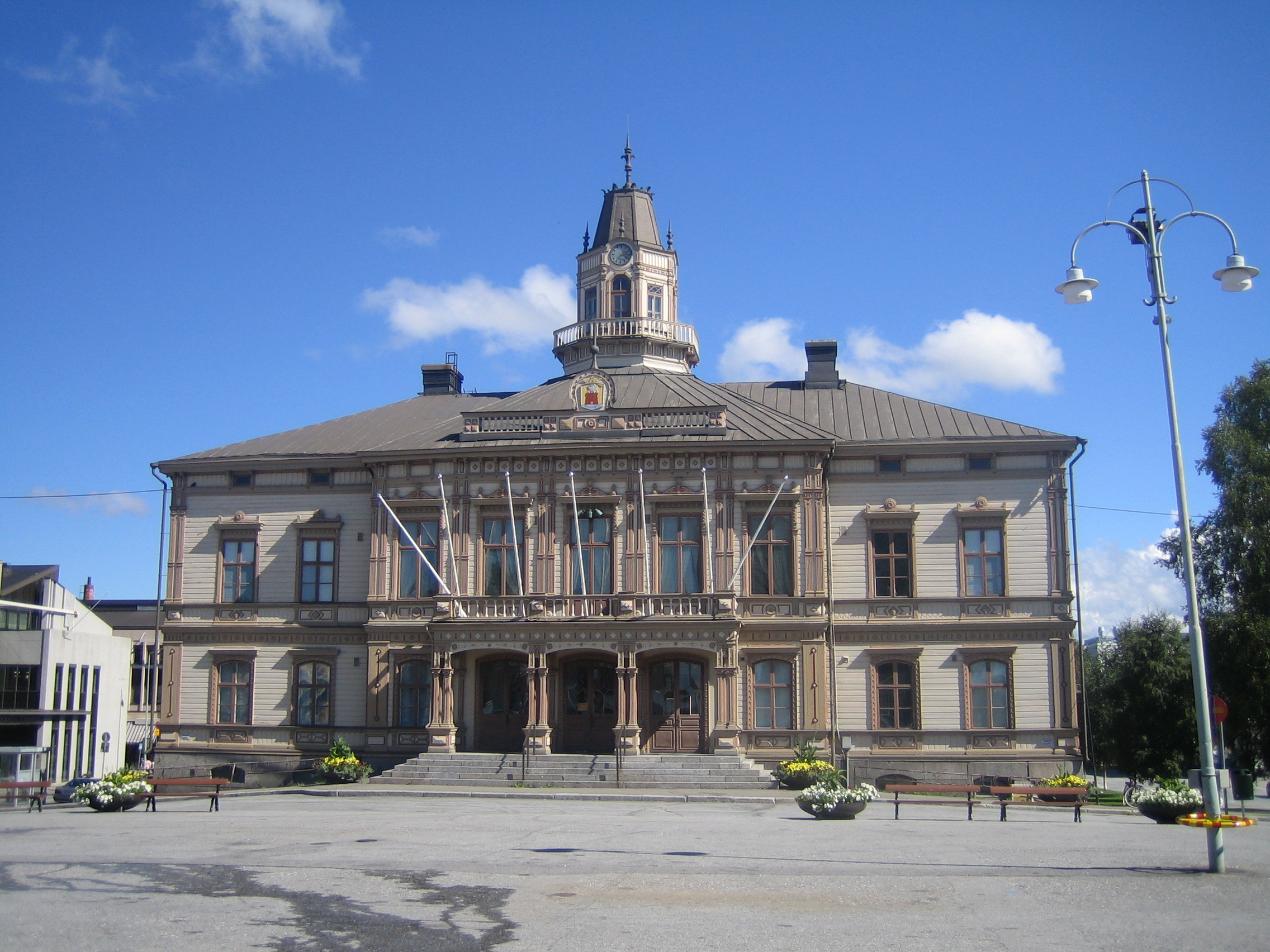
ساختمان شورای شهر یاکوبستاد

یاکوبستاد (فنلاندی: Pietarsaari) یکی از شهر های فنلاند است.